# بيري بيلمونت
بيري بيلمونت (بالإنجليزية: Perry Belmont)‏ هو دبلوماسي وسياسي أمريكي، ولد في 28 ديسمبر 1851 بنيويورك في الولايات المتحدة، وتوفي في 25 مايو 1947 في نفس البلد. حزبياً، نشط في الحزب الديمقراطي. وقد انتخب قائمة سفراء الولايات المتحدة لدى إسبانيا (1 فبراير 1889 – مايو 1889) وانتخب عضو مجلس النواب الأمريكي (4 مارس 1881 – 1 ديسمبر 1888).

## روابط خارجية
- بيري بيلمونت على موقع الموسوعة البريطانية (الإنجليزية)
- بيري بيلمونت على موقع إن إن دي بي (الإنجليزية)